# Douglasekorre
Douglasekorre (Tamiasciurus douglasii) är en däggdjursart som först beskrevs av John Bachman 1839.  Tamiasciurus douglasii ingår i släktet Tamiasciurus och familjen ekorrar. IUCN kategoriserar arten globalt som livskraftig.

## Beskrivning
Arten blir 27 till 35,5 cm lång, inklusive en 10 till 16 cm lång svans. Vikten varierar mellan 141 och 312 g. Pälsen har under sommaren en rödbrun till gråbrun färg på ovansidan, ofta med orange eller svarta spetsar, och undersidan är ljust till mörkt orange, ibland med vitaktiga markeringar. Genom den orange färgsättningen på undersidan kan Douglasekorren lätt skiljas från amerikansk röd ekorre (Tamiasciurus hudsonicus). Ovansidan på den yviga svansen är likadant färgad som ryggen, med undantag för den svarta svansspetsen. Undersidan är rödbrun i mitten, mörkande till svart på sidorna, och omgiven av ljust orange till vitt på båda sidorna. Vuxna individer har dessutom en svart strimma på varje kroppssida där den brunaktiga ovansidan möter den orange undersidan. Artens vinterpäls är mera gråaktig, utan eller med svagare sidostrimma och med blek undersida så att den orange undersidan blir otydlig. Nordliga populationer kan ha örontofsar under vintern.

## Utbredning
Denna ekorre förekommer i Pacific Northwest i västra Nordamerika. Utbredningsområdet sträcker sig från södra British Columbia till centrala Kalifornien.

## Ekologi
Habitatet utgörs av barrskog och undantagsvis blandskog. Douglasekorren är dagaktiv och klättrar huvudsakligen i trädkronorna. Den håller ingen vinterdvala men stannar i boet under mycket kalla dagar. Under sommaren bygger arten ett bo av växtdelar som grenar, mossa, lav och bark i trädkronorna; ibland kan övergivna fågelbon användas. Vinterboet utgörs av hål i trädstammar som sprickor eller tomma hackspettsbon. De kan även inrätta hålor under sina matgömmor. Hanar och honor lever ensamma utanför parningstiden. Reviret är vanligen 1 till 1,5 hektar stort. Arten har olika läten för kommunikationen över längre sträckor.

### Föda och predation
Douglasekorren äter olika växtdelar som frön, vilket utgör deras stapelföda, men också nötter, svampar, unga växtskott, löv, sav, frukter och bär. I mindre grad ingår leddjur, fågelägg och fågelungar i födan. Liksom den europeiska ekorren skapar den gömmor med mat för vintern.
Artens naturliga fiender utgörs bland annat av mårddjur, rödlo, prärievarg, rävar, tamkatt, rovfåglar och ugglor.

### Fortplantning
En hane och en hona bildar ett monogamt par, men endast under en parningssäsong, inte över hela livet. Beroende på utbredning sträcker sig parningstiden från januari till augusti eller bara från mars till maj. Honor får vanligen en kull per år, ibland två. Dräktigheten varar 36 till 40 dagar varpå 1 till 8 ungar föds, oftast 4 till 6. Ungarna är i början nakna och blinda med en vikt av 13 till 18 g. De får fullständig päls efter cirka 18 dagar och öppnar ögonen efter 26 till 36 dagar. Efter 6 veckor börjar ungarna med fast föda och efter ungefär 9 veckor slutar modern med digivning. Den första parningen sker vanligtvis nästa sommar.

## Underarter
Catalogue of Life listar två underarter:
- T. d. douglasii (Bachman, 1839)
- T. d. mollipilosus (Audubon and Bachman, 1841)